# Itoman
Itoman (糸満市 Itoman-shi?,  în limba locală: Ichuman) este un municipiu din Japonia, prefectura Okinawa.